# Ban Kinh tế - Ngân sách Hội đồng nhân dân thành phố Hà Nội
Ban Kinh tế - Ngân sách Hội đồng nhân dân thành phố Hà Nội là cơ quan chuyên trách của Hội đồng nhân dân thành phố Hà Nội.
Ban có chức năng giám sát các văn bản của Ủy ban nhân dân thành phố Hà Nội liên quan đến ngân sách, tài chính. Giám sát lĩnh vực tài chính, kinh tế, chứng khoán... trên địa bàn thành phố Hà Nội.

## Nhiệm vụ và quyền hạn
Ban Kinh tế - Ngân sách có nhiệm vụ và quyền hạn sau:
- Tham gia chuẩn bị nội dung kỳ họp của Hội đồng nhân dân liên quan đến lĩnh vực kinh tế, ngân sách, khoa học, công nghệ, tài nguyên và môi trường.
- Thẩm tra dự thảo nghị quyết, báo cáo, đề án liên quan đến lĩnh vực kinh tế, ngân sách, khoa học, công nghệ, tài nguyên và môi trường do Hội đồng nhân dân hoặc Thường trực Hội đồng nhân dân phân công.
- Giúp Hội đồng nhân dân giám sát hoạt động của Ủy ban nhân dân và các cơ quan chuyên môn thuộc Ủy ban nhân dân thành phố về lĩnh vực kinh tế, ngân sách, khoa học, công nghệ, tài nguyên và môi trường. Giám sát hoạt động của cơ quan nhà nước, tổ chức kinh tế, xã hội, đơn vị vũ trang và công dân việc thi hành Hiến pháp, luật, văn bản của cơ quan nhà nước và nghị quyết của Hội đồng nhân dân thành phố về lĩnh vực kinh tế, ngân sách, khoa học, công nghệ, tài nguyên và môi trường.
- Tổ chức khảo sát tình hình thực hiện các quy định của pháp luật về lĩnh vực kinh tế, ngân sách, khoa học, công nghệ, tài nguyên và môi trường tại địa phương.
- Kiến nghị với Hội đồng nhân dân về những vấn đề thuộc lĩnh vực kinh tế, ngân sách, khoa học, công nghệ, tài nguyên và môi trường
- Báo cáo kết quả hoạt động giám sát với Thường trực Hội đồng nhân dân và Hội đồng nhân dân.

## Bầu cử
Ban Kinh tế - Ngân sách do Hội đồng nhân dân thành phố bầu ra trong kỳ họp đầu tiên của Hội đồng nhân dân thành phố. Hội đồng nhân dân thành phố có quyền bãi nhiệm hoặc bổ nhiệm thành viên trong ban Kinh tế - Ngân sách.
Thường trực Hội đồng nhân dân có thể quyết định thay Hội đồng nhân dân trong khi không họp và trình quyết định bổ nhiệm hoặc bãi nhiệm cho Hội đồng nhân dân vào phiên họp kế tiếp

## Tổ chức
Ban Kinh tế- Ngân sách gồm:
- Trưởng ban
- Phó Trưởng ban
- Các Ủy viên

Tổ chức Ban Kinh tế- Ngân sách của thành phố hiện nay:
- Trưởng ban: 
Hồ Thị Vân Nga
- Phó Trưởng ban: 
Vũ Ngọc Anh
Trần Thị Vân Hoa
Phạm Thị Thanh Mai
- Ủy viên Ban Kinh tế - Ngân sách
Vũ Đức Bảo
Lê Hồng Thăng
Nguyễn Đình Dương
Nguyễn Hữu Thắng
Nguyễn Văn Hải
Nguyễn Thị Mai Sương
Khuất Văn Thành
Nguyễn Anh Tuấn